# باشگاه فوتبال دئگو
باشگاه فوتبال دئگو (به کره‌ای: 대구 FC) یک باشگاه فوتبال در شهر دئگو در کره جنوبی می‌باشد که در کی لیگ بازی می‌کند.
این باشگاه در سال ۲۰۰۲ تأسیس شده‌است.